# Peter Hernández
Rolando Enrique Hernández Gil (Carabobo, 13 de junho de 1996) é um voleibolista indoor e jogador de vôlei de praia venezuelano.

## Carreira
Em 2013, formou dupla com José Tigrito Gómez  e disputaram a I edição dos  Jogos Sul-Americanos da Juventude sediados em Lima e conquistaram a medalha de prataNo ano seguinte, disputaram o Campeonato Mundial Sub-19 de 2014, sediado em Porto, conquistaram a medalha de bronzeAinda em 2014 representou o país ao lado de José Tigrito Gómez na edição dos Jogos Olímpicos da Juventude realizados em Nanquim, China, ocasião que conquistaram a medalha de bronze..
Iniciou 2015 ao lado de José Tigrito Gómez e disputaram a etapa de Vargas do circuito sul-americano e terminaram na quarta posição, estreou no circuito mundial ao lado de Jonathan Golindano no Aberto de Xiamen e finalizaram na décima sétima posição.Em 2016, estiveram juntos no circuito sul-americano e no circuito mundial terminaram no vigésimo quinto lugar no Aberto de Maceió; no circuito sul-americano disputou uma etapa com Leonard Colina Chourio e outra com José Tigrito Gómez e disputaram o Campeonato Mundial Sub-21 em Lucerna e obtiveram a medalha de bronze, conquistaram o quarto lugar no Finals CSV em La Rioja e terminaram com o segundo lugar na fase final da Continental Cup em Santiago.
Em 2017, esteve com Jesús Villafañe na conquista do terceiro lugar na etapa de San Fernando de Apure. Na temporada de 2018, retomou a dupla com José Tigrito Gómez no circuito sul-americano, obtendo os títulos de Coquimbo e Cañete, os bronzes nas etapas de Rosário (Argentina) e Montevidéu. Em 2019, esteve na etapa de Coquimbo ao lado de Alejandro Sanoja e disputou com 
José Tigrito Gómez a edição dos Jogos Pan-Americanos de 2019, finalizando na oitava posição.
No vôlei de quadra (indoor), na posição de ponteiro, atuou na temporada 2019-20 jogou pelo clube português do Leixões Sport Club e no período de 2020-21 foi contratado pelo clube francês AL Caudry Volley-Ball.
Em 2021, esteve ao lado de seu compatriota Hernán Tovar e terminou com o segundo lugar na fase final da Continental Cup em Santiago, e juntos conquistaram no circuito espanhol, os títulos das etapas de Campello (Alicante) e San Javier (Murcia) , além do vice-campeonato em Laredo.
Na temporada de 2022, ao lado de Hernán Tovar  conquistaram os títulos das etapas nacionais da Espanha em Costa Cálida , Madrid, além do vice-campeonato em Las Palmas e o quarto lugar em Menorca, estrearam juntos no Circuito Mundial no Future de Madrid, terminaram em quinto, em décimo sétimo lugar no Future de Klaipėda, em quinto lugar no Future de Cortegaça e o inédito ouro no Future de Montpellier.
Em 2023, iniciou com Hernán Tovar  para o Circuito Sul-Americano, nas etapas de San Juan (Argentina), obtendo o bronze, Malargüe terminando em quarto lugar, em quinto lugar em Santiago e o bronze em Río Hondo, disputaram o Finals CSV 2022-23 em Uberlândia, obtendo o quinto lugar, depois, com José Tigrito Gómez terminou  na sexta posição nos Jogos Centro-Americanos e do Caribe de 2023. Com Hernán Tovar disputou a edição do Campeonato Mundial de Vôlei de Praia de 2023 nas cidades mexicanas de Tlaxcala de Xicohténcatl,  Apizaco e Huamantla terminaram em trigésimo terceiro lugar.

## Títulos e resultados
- Future de Montpellier do Circuito Mundial de 2022
- Etapa de Cañete do Circuito Sul-Americano de 2018
- Etapa de Coquimbo do Circuito Sul-Americano de 2018
- Etapa de Buenos Aires do Circuito Sul-Americano de 2016
- Etapa de Río Hondo, do Circuito Sul-Americano de 2023
- Etapa de San Juan (Argentina) do Circuito Sul-Americano de 2023
- Etapa de Montevidéu do Circuito Sul-Americano de 2018
- Etapa de Rosário (Argentina) do Circuito Sul-Americano de 2018
- Etapa de San Fernando de Apure do Circuito Sul-Americano de 2017
- Etapa de Malargüe do Circuito Sul-Americano de 2023
- Finals La Rioja do Circuito Sul-Americano de 2016
- Etapa de Vargas do Circuito Sul-Americano de 2015